# Jan Křtitel Jiří Neruda
Jan Křtitel Jiří Neruda, conosciuto anche come Johann Baptist Georg Neruda (Rosice, 1711 circa – Dresda, 11 ottobre 1776), è stato un compositore e violinista ceco, attivo in Germania.

## Biografia
Jan Křtitel Jiří Neruda nacque a Rosice (Rositz in tedesco) in Boemia come membro di una famiglia morava di musicisti che godeva di una certa fama. Dopo essersi formato come violinista e violoncellista, per diversi anni fu componente di un'orchestra teatrale di Praga. Nel 1741 o 1742 entrò al servizio del Conte Rutowski a Dresda e nel 1750 fu violinista e Konzertmeister (maestro dei concerti) dell'orchestra di corte dell'elettore sassone. Tenne questa posizione fino al 1772.
Neruda è noto per aver composto almeno 67 lavori (tra i quali numerose sinfonie, concerti per violino, musica da camera, nonché un lavoro teatrale e due cantate di musica sacra), ma solo una parte di essi sopravvive attualmente. Copie delle sue composizioni nel XVIII secolo furono oggetto di una certa diffusione in Boemia, in Germania e in Svezia.
Nella sua musica si denota un'evidente influenza da parte della musica italiana dell'epoca, ma l'impiego della dinamica è anche un chiaro segno della Scuola di Mannheim.
Neruda fu anche attivo come insegnante. Della sua famiglia si ricordano in particolare i figli Ludvík (Ludwig) e Antonín Bedrich (Anton Friedrich), nonché il fratello Jan Chryzostomus, i quali furono tutti violinisti.

## Composizioni

### Musica vocale
- Les troqueurs (opera, perduta)
- 2 cantate sacre

### Musica strumentale
- 18 sinfonie
- 10 concerti per violino
- Concerto per fagotto
- Concerto per corno in mib magg.
- 34 sonate a 3 (in gran parte per 2 violini e basso continuo)